# Microplexia metachrostoides
Microplexia metachrostoides är en fjärilsart som beskrevs av Emilio Berio 1959. Microplexia metachrostoides ingår i släktet Microplexia och familjen nattflyn. Inga underarter finns listade i Catalogue of Life.